# Економічні відносини
Економічні відносини — відносини, що об'єктивно складаються між людьми, що беруть участь у суспільному виробництві, щодо виробництва, розподілу, обміну і споживанню засобів